# Pangacarus
Pangacarus  (лат.) — род микроскопических четырёхногих клещей из семейства Eriophyidae (Trombidiformes). 2 вида. Длина около 0,2 мм. Червеобразное тело с 4 ногами. Дорсальный диск с короткой передней долей. Рострум укороченный. Ноги со слитыми воедино голенями и лапками. Все абдоминальные щетинки стандартной формы. Обнаружены на нижней стороне листьев растения Griselinia littoralis (семейство Cornaceae) и на Callicarpa formosana Rolfe (Verbenaceae).
- Pangacarus formosanus Huang & Wang, 2009 — Тайвань[3]
- Pangacarus grisalis Manson, 1984 — Новая Зеландия[1]